# Statuto dei diritti del contribuente
Lo statuto dei diritti del contribuente o statuto del contribuente indica, nell'ordinamento giuridico italiano, una serie di disposizioni normative a tutela dei contribuenti nei confronti del fisco.
Le disposizioni sono contenute nella legge 27 luglio 2000, n. 212 recante Disposizioni in materia di statuto dei diritti del contribuente.

## Principi
Alcuni principi fondamentali contenuti nella legge sono:
- l'irretroattività, già contemplata nel diritto penale e che viene estesa anche al contenzioso tributario ai sensi del principio in base al quale l'efficacia di una norma tributaria decorre successivamente alla sua approvazione e pubblicazione;
- il principio no taxation without representation, ai sensi del quale non si possono estendere tributi esistenti o imporre nuovi tributi per decreto, senza una votazione parlamentare (art. 4);
- la statuizione di termini perentori a pena di nullità per la notifica, la prescrizione e la produzione di documenti (minimo 30 gg);
- la limitazione dell'onere della prova, per cui è nulla ogni norma che obbliga il contribuente a tenere prova dei pagamenti per un periodo superiore a dieci anni (art. 8, comma 3); l'amministrazione tributaria non può chiedere al cittadino di produrre documenti o informazioni di cui sono già in possesso altri organi della pubblica amministrazione; deve concedere almeno 30 giorni per produrre qualsiasi documentazione;
- il principio di correttezza e buona fede, ai sensi del quale non possono essere irrogate sanzioni se non in presenza di violazioni sostanziali, ossia se non esiste debito d'imposta o se i ritardi dipendono da errori dell'amministrazione oppure da un'oggettiva incertezza della legge.
- principio di proporzionalità: l'azione deve essere "necessaria per l’attuazione del tributo, non eccedente rispetto ai fini perseguiti e non limitare i diritti dei contribuenti oltre quanto strettamente necessario al raggiungimento del proprio obiettivo".[1]
- principio del ne bis in idem: l'azione tributaria non può essere esercitata più di una volta per uno stesso tributo relativamente a un certo anno di imposta.
- dal novembre 2023, la nullità degli atti del fisco eccepibile in sede amministrativa o giudiziaria ovvero rilevabile d'ufficio in tutti gli stati e gradi del procedimento. Il vizio deve essere espressamente qualificato per legge e dà diritto di ripetizione, fatta salva la prescrizione del credito.[2] Si distinguono annullabilità, nullità, irregolarità e inesistenza.[3]
- Principio del contraddittorio informato ed effettivo per tutti gli atti che incidono sfavorevolmente sulla sfera del destinatario, a pena di annullabilità;
- obbligo di motivazione scritta, a pena di annullabilità, con l’indicazione specifica dei presupposti, dei mezzi di prova e delle ragioni giuridiche alla base del provvedimento;
- equiparazione a una fonte del diritto di primo livello: "si conformano alle norme della Costituzione rilevanti in materia tributaria, ai principi dell’ordinamento dell’Unione Europea e alla Convenzione europea dei Diritti dell’Uomo". In altre parole, in caso di dubbi interpretativi di una norma tributaria, valgono le disposizioni dello Statuto.[4]

## Contenuto
La legge 27 luglio 2000, n. 212 è una legge ordinaria che ha l'obiettivo di porsi come guida ai fini dell'interpretazione della normativa tributaria: eventuali deroghe o modifiche possono avvenire solo in maniera espressa - quindi non tacita - e tramite leggi aventi carattere generale e mai speciale, al fine di garantire l'omogeneità e la coerenza della normativa in essa disposta.
All'art. 1, comma 1 viene disposto che le disposizioni della presente legge, in attuazione degli artt. 3, 23, 53 e 97 della Costituzione, costituiscono principi generali dell'ordinamento tributario e possono essere derogate o modificate solo espressamente e mai da leggi speciali. È inoltre contemplata la chiarezza e trasparenza delle disposizioni tributarie nell'art. 2.
Così come avviene nel diritto penale,  lo statuto prevede la non retroattività della norma. Viene affermato un principio fondamentale che attiene alla prescrizione dei termini. L'ultimo comma dell'art. 3 avverte che i termini di prescrizione e di decadenza per gli accertamenti di imposta non possono essere prorogati. Non si possono disporre con decreto-legge l'istituzione di nuovi tributi né prevedere l'applicazione di tributi esistenti ad altre categorie di soggetti (art.4).
L'amministrazione finanziaria deve informare il contribuente assumendo idonee iniziative volte a consentire la completa e agevole conoscenza delle disposizioni legislative e amministrative vigenti in materia tributaria (art. 5).
La conoscenza degli atti e della semplificazione normativa è contemplata dal successivo art. 6, ai sensi del quale sono poste a carico dell'amministrazione finanziaria diversi obblighi quali la chiarezza degli atti redatti nei confronti del contribuente. A quest'ultimo non possono, in ogni caso, essere richiesti documenti ed informazioni già in possesso dell'amministrazione finanziaria o di altre amministrazioni pubbliche indicate dal contribuente. Tali documenti ed informazioni sono acquisiti ai sensi dell'art. 18, commi 2 e 3, della legge 7 agosto 1990, n. 241, relativi ai casi di accertamento d'ufficio di fatti, stati e qualità del soggetto interessato dalla azione amministrativa.
Fondamentale risulta essere l'art. 7 che prevede la chiarezza e la motivazione degli atti di accertamento pena la nullità dell'atto stesso. È confermato il principio che se un atto ne richiama un altro, quest'ultimo deve essere allegato all'atto che lo richiama; in alternativa, è possibile riprodurre il contenuto essenziale dell'atto richiamato all'interno dell'atto che effettua il richiamo.
È disciplinata la tutela dell'integrità patrimoniale all'art. 9 e l'affidamento della buona fede all'art. 10. Il comma 1 recita che i rapporti tra contribuente e amministrazione finanziaria sono improntati al principio della collaborazione e della buona fede.
L’art. 10-bis definisce la disciplina generale dell’elusione fiscale (o abuso del diritto). Per questa s’intende una o più operazioni prive di sostanza economica che, pur nel rispetto formale delle norme fiscali, realizzano essenzialmente vantaggi fiscali indebiti. È necessario il raggiungimento di un profitto indebito, che deve risultare prioritario rispetto a tutti gli altri scopi del contribuente e che consiste nell'assenza di corrispondenza dell'operazione compiuta rispetto agli obiettivi prefissati dalle leggi fiscali che la regolano;  occorre inoltre che quest’ultimo sia riuscito ad aggirare la norma di legge. Con l’intervento della riforma del 2015 si esclude la sanzionabilità penale delle condotte elusive e si esplicita invece quella amministrativa: prima del 2015 si riteneva che fossero penalmente rilevanti soltanto i comportamenti elusivi e non quelli abusivi. Si trattava di una ricostruzione fondata su norme sì presenti nel nostro ordinamento, ma per fini diversi da quelli penali. Questa riforma mira quindi a superare l’ambigua distinzione tra elusione e abuso del diritto tramite un’esplicita equiparazione dei due concetti e con la conseguente abrogazione dell’art. 37 bis D.P.R 600/1973. Nel quadro normativo post riforma del 2015, i rapporti tra il campo di applicazione dell’abuso del diritto e l’intervento penale sono improntati alla “mutua esclusione”. Ciò significa, quindi, che se la condotta ha una qualche rilevanza penale, allora non può essere contestato l’abuso del diritto, il quale potrà essere punito solo con sanzioni amministrative.
Con l'art. 11 viene introdotta una nuova disciplina dell'interpello. È data la possibilità a ciascun contribuente di inoltrare per iscritto all'amministrazione finanziaria, che deve rispondere entro centoventi giorni, circostanziate e specifiche istanze di interpello concernenti l'applicazione delle disposizioni tributarie a casi concreti e personali, qualora vi siano obiettive condizioni di incertezza sulla corretta interpretazione delle disposizioni stesse. La presentazione dell'istanza non ha effetto sulle scadenze previste dalla disciplina tributaria. Qualora la risposta non pervenga al contribuente entro 120 giorni dall'inoltro della domanda - s'intende che l'amministrazione concorda con l'interpretazione o il comportamento prospettato dal richiedente.
L'art. 12 disciplina minuziosamente i diritti e le garanzie del contribuente sottoposto a verifiche fiscali. Dal tempo massimo di permanenza degli operatori civili o militari dell'amministrazione finanziaria, dovuta a verifiche presso la sede del contribuente,  che non può superare i trenta giorni lavorativi, prorogabili per ulteriori trenta giorni nei casi di particolare complessità dell'indagine individuati e motivati dal dirigente dell'ufficio, ai tempi e modo di accesso, che devono avvenire durante l'orario ordinario di esercizio delle attività e con modalità tali da arrecare la minore turbativa possibile allo svolgimento delle attività stesse nonché alle relazioni commerciali o professionali del contribuente. È concessa la possibilità che su richiesta del contribuente, l'esame dei documenti amministrativi e contabili possa essere effettuato nell'ufficio dei verificatori o presso il professionista che lo assiste o rappresenta.
L'art. 13 istituisce la figura del Garante del contribuente. che provvede su richiesta del contribuente ad accertare se effettivamente vi siano state violazioni perpetrate dai Funzionari civili o militari dell'amministrazione finanziaria. Sono enunciati tutti i poteri che tale figura ha per poter espletare il compito affidatogli.
I restanti articoli (artt. 14-21) trattano delle garanzie ai contribuenti all'estero al codice di comportamento per il personale addetto alle verifiche tributarie.
Nel dicembre 2023 viene istituito un Garante nazionale del contribuente, terza di imparziale, che andrà a sostituire i garanti regionali, e che non è ancora munito del potere di sospendere gli atti amministrativi o di attivare atti vincolanti per l'amministrazione tributaria.

## Analisi
La legge pone il contenzioso tributario in analogia al diritto penale per la forte procedimentalizzazione in termini di termini perentori ed efficacia immediatamente esecutiva degli atti. Oltre ad aspetti procedurali, sorgono analogie nel merito: non-retroattività, interpretazione rigida delle norme (in merito alle sanzioni), obbligo di pubblicazione, correttezza e buona fede.
Tuttavia manca l'affermazione del principio per il quale l'onere della prova è di chi accusa: dell'amministrazione se iscrive a ruolo dei debiti di imposta; del cittadino, se chiede un rimborso. Manca inoltre un'interpretazione rigida delle norme tributarie nel merito dei debiti di imposta iscrivibili a ruolo, nel senso che in caso di dubbi interpretativi, non chiariti nei termini del contenzioso da successive disposizione normative, si applica l'interpretazione più favorevole al contribuente, mentre al momento è soltanto prevista l'assenza di sanzioni se la norma è di dubbia interpretazione
Risulta inoltre assente anche un principio di proporzionalità fra sanzione (la pena) e la gravità del "reato", solo parzialmente rimediata da una sentenza della Cassazione che vieta il pignoramento di beni immobili per somme iscritte a ruolo inferiori ai 10.000 euro.
Essendo una norma di rango primario, lo statuto del contribuente resta derogabile da qualsiasi norma tributaria ordinaria successiva, in base al principio lex posterior derogat legi priori. Si ripropone quindi il problema di gerarchia delle fonti già avanzato nella precedente normativa ed a fronte della quale la Corte di Cassazione ha più volte ribadito la sua natura di fonte del diritto primaria per i principi sanciti, rispetto a norme tributarie ordinarie.
L'Associazione Nazionale Commercialisti ha proposto di elevare lo Statuto dei diritti del contribuente a legge costituzionale.